# Мадениет (Атырауская область)
Мадениет (каз. Мәдениет) — село в Кзылкогинском районе Атырауской области Казахстана. Входит в состав Жамбылского аульного округа. Код КАТО — 234835300.

## Население
В 1999 году население села составляло 354 человека (181 мужчина и 173 женщины). По данным переписи 2009 года, в селе проживало 89 человек (46 мужчин и 43 женщины).